# 圣塞格雷
圣塞格雷（法語：Sainte-Segrée）是法国皮卡第大区索姆省的一个市镇，属于亚眠区皮卡第地区普瓦县。该市镇2009年时的人口为57人。

## 人口
圣塞格雷人口变化图示
| 数据来源：INSEE |